# そよ風のロンド
「そよ風のロンド」（そよかぜのロンド）は、野川さくらの1枚目のシングル。2001年8月1日にランティスから発売された。

## 概要
声優・野川さくらのデビューシングル。カップリングには影山ヒロノブとのデュエット「ずっと・・・」が収録されている。

## 収録曲
全作曲：影山ヒロノブ、全編曲:須藤賢一
1. そよ風のロンド [5:03]
作詞：野川さくら
2. ずっと・・・ [5:26]
作詞：影山ヒロノブ
3. そよ風のロンド（off vocal）
4. ずっと・・・（off vocal）

## 収録アルバム
| 曲名           | 収録アルバム                               | 発売日         | 備考                    |
| -------------- | ------------------------------------------ | -------------- | ----------------------- |
| そよ風のロンド | 『SAITA』                                  | 2003年2月5日   | 1stオリジナルアルバム。 |
| そよ風のロンド | 『野川さくら SUPER BEST 〜さくらのうた〜』 | 2008年12月24日 | 1stベストアルバム。     |